# Jennifer Freeman
Jennifer Nicole Freeman (Los Ángeles, 20 de octubre de 1985), más conocida como Jennifer Freeman, es una actriz estadounidense.

## Formación
Freeman es más conocida por su papel de Claire Kyle en la comedia de ABC My Wife and Kids. También ha hecho apariciones en la televisión (como se muestra en "7th Heaven", Switched, One on One, y The OC). Ella es la portavoz de la compañía Neutrogena de cuidados de productos para la piel. Los créditos de Jennifer en televisión incluyen My Wife and Kids, "7th Heaven", One on One, All That, Lizzie McGuire, incluso el Stevens de Disney y Surfers de Disney Movie. Sus créditos de la película incluyen un papel de protagonista en Johnson Family Vacation, You Got Served y Mercy Street. Asimismo, también apareció en las películas de los años setenta y la película independiente "La visita de la vieja dama". Sus créditos incluyen la etapa de Los Ángeles producciones área de The Wiz, en la que interpretaba a Dorothy, y las filiales del grupo The Gift.
Jennifer inició una campaña de impresión a nivel nacional y en la televisión como una de "los jóvenes rostros frescos" de Neutrogena. En 2002, TV Guide la nombró como una de las Top 10 Hot Teens.
Freeman apareció en marzo/abril en la cubierta doble de la revista King, con un modelo de Toccara Jones. Apareció también en el vídeo de SOS Jordin Sparks, en el que se la veía bailando en un balcón.